# Travis Smith (grafik)
Travis Smith (ur. 26 lutego 1970 w San Diego) – amerykański grafik. Travis Smith znany jest przede wszystkim jako autor okładek płyt dla zespołów z nurtu szeroko pojętej muzyki heavymetalowej. Pracował dla ponad stu grup muzycznych w tym takich jak: Iced Earth, Riverside, Trail of Tears, Winds, Age of Silence, At War With Self, Moonsorrow, Soilwork, Bloodbath, Devin Townsend, Eternal Tears of Sorrow, Charred Walls of the Damned, Anathema, All That Remains, Dragonlord, Gordian Knot, Lux Occulta, Lacrimas Profundere, Katatonia, Strapping Young Lad, Jag Panzer, Flotsam and Jetsam, Pain, Cradle of Filth, Amorphis, Avenged Sevenfold, Eluveitie, Soulfly, Overkill, Nevermore, Demons & Wizards, Control Denied, Opeth i Death.